# 俄罗斯山坡跳台滑雪中心
俄羅斯山坡跳台滑雪中心（俄语：Русские горки）是一個位於俄羅斯索契的跳台滑雪場。該跳台滑雪場在2012年起啟用，並能容納7500名觀眾。在2014年冬季奧運期間，俄羅斯山坡跳台滑雪中心會承辦跳台滑雪比賽和北歐兩項中的跳台滑雪環節。

## 資料來源
1. 1 2 3  RusSki Gorki Jumping Center

## 外部連結
- Sochi2014.com profileArchive.today的存檔，存档日期2012-05-27